# Масликов, Антон Трофимович
Антон Трофимович Масликов (1926—1944) — красноармеец Рабоче-крестьянской Красной Армии, участник Великой Отечественной войны, Герой Советского Союза (1944).

## Биография
Антон Масликов родился 15 мая 1926 года в селе Угловское (ныне — Угловский район Алтайского края). После окончания семи классов школы работал сначала мясокомбинате, затем на шерстяной фабрике. В 1943 году Масликов был призван на службу в Рабоче-крестьянской Красной Армии. С июня 1944 года — на фронтах Великой Отечественной войны, был стрелком 938-го стрелкового полка 306-й стрелковой дивизии 43-й армии 1-го Прибалтийского фронта. Отличился во время освобождения Витебской области Белорусской ССР.
24 июня 1944 года Масликов с товарищем переправился через Западную Двину в районе деревне Шарипино Бешенковичского района и, обнаружив спрятанные в кустах вражеские лодки, пригнал их на занятый советскими войсками берег. Принимал активное участие в боях за захват и удержание плацдарма на западном берегу реки. В тех боях погиб. Похоронен в деревне Санники Бешенковичского района Витебской области Белоруссии.
Указом Президиума Верховного Совета СССР от 22 июля 1944 года красноармеец Антон Масликов посмертно был удостоен высокого звания Героя Советского Союза. Также посмертно был награждён орденом Ленина.